# Mars Simulation Project
Mars Simulation Project je besplatan softver rađen u programskom jeziku Java koji simulira kolonizaciju Marsa u budućnosti. Simulacija je umjetno društvo od više članova u detaljnom virtualnom svijetu. Moguća je konfiguracija raznih opcija preko XML datoteka.
Projekt je razvio Scott Davis. Većinu inspiracije pripisuje trilogiji Mars (Crveni/Zeleni/Plavi Mars).
Mars Simulation Project koristi sljedeće Open Source projekte:
- Jakarta Commons COllections
- JFreeChart
- JUnit
- Log4J
- Plexus

## Vanjske poveznice
- Mars Sim Homepage
- Mars Project page na stranicama Freshmeat.net
- Mars Sim resource page  Arhivirana inačica izvorne stranice od 30. travnja 2008. (Wayback Machine) na stranicama MarsDrive
- Mars Sim Central na stranicama Mars Society
- Mars Sim entry na stranicama Home of the Underdogs
- Članak Highlight Project sa stranica Linuxprogramming.com napisan 6. veljače 2001. godine